# Salvador Claret i Naspleda
Salvador Claret i Naspleda   (Vilanna, 29 d'agost de 1909 - Sils, 18 d'agost de 1984) fou un mecànic, hostaler i col·leccionista d'automòbils català de renom internacional.

## Llegat
El 1934 obrí el Garatge Central a Girona i el 1936 hi muntà la primera autoescola gironina. El 1948 construí l'Hostal de la Selva al terme municipal de Sils, amb unes instal·lacions d'avantguarda: habitacions en petites casetes individuals, restaurant, garatge, servei de grua, benzinera, taller mecànic, etc. (tot encarat al viatger i turista motoritzat, una pràctica aleshores encara a les beceroles). Aquesta instal·lació fou la pionera de les construïdes molt més tard a peu de carretera. El 1959 obrí una altra instal·lació hotelera, també a Sils i a la carretera nacional II, l'Hostal del Rolls, que fou un dels edificis més singulars de la dècada de 1960. Aquesta activitat turística li fou reconeguda amb la "Medalla al Mérito Turístico" el 1969.
La tasca per la qual és reconegut internacionalment és la de recerca i recuperació de gran quantitat de material de patrimoni tècnic (tant d'automoció com agrícola), iniciada als anys 60, per la qual se'l considerà un dels primers protectors d'aquest patrimoni a Catalunya. Fruit d'aquesta tasca creà la Col·lecció d'Automòbils Salvador Claret (CASC) a Sils, un museu que conté actualment més de 300 peces entre automòbils, motocicletes, bicicletes i peces d'automoció diverses i que forma part del Sistema de Museus del Museu Nacional de la Ciència i de la Tècnica de Catalunya.

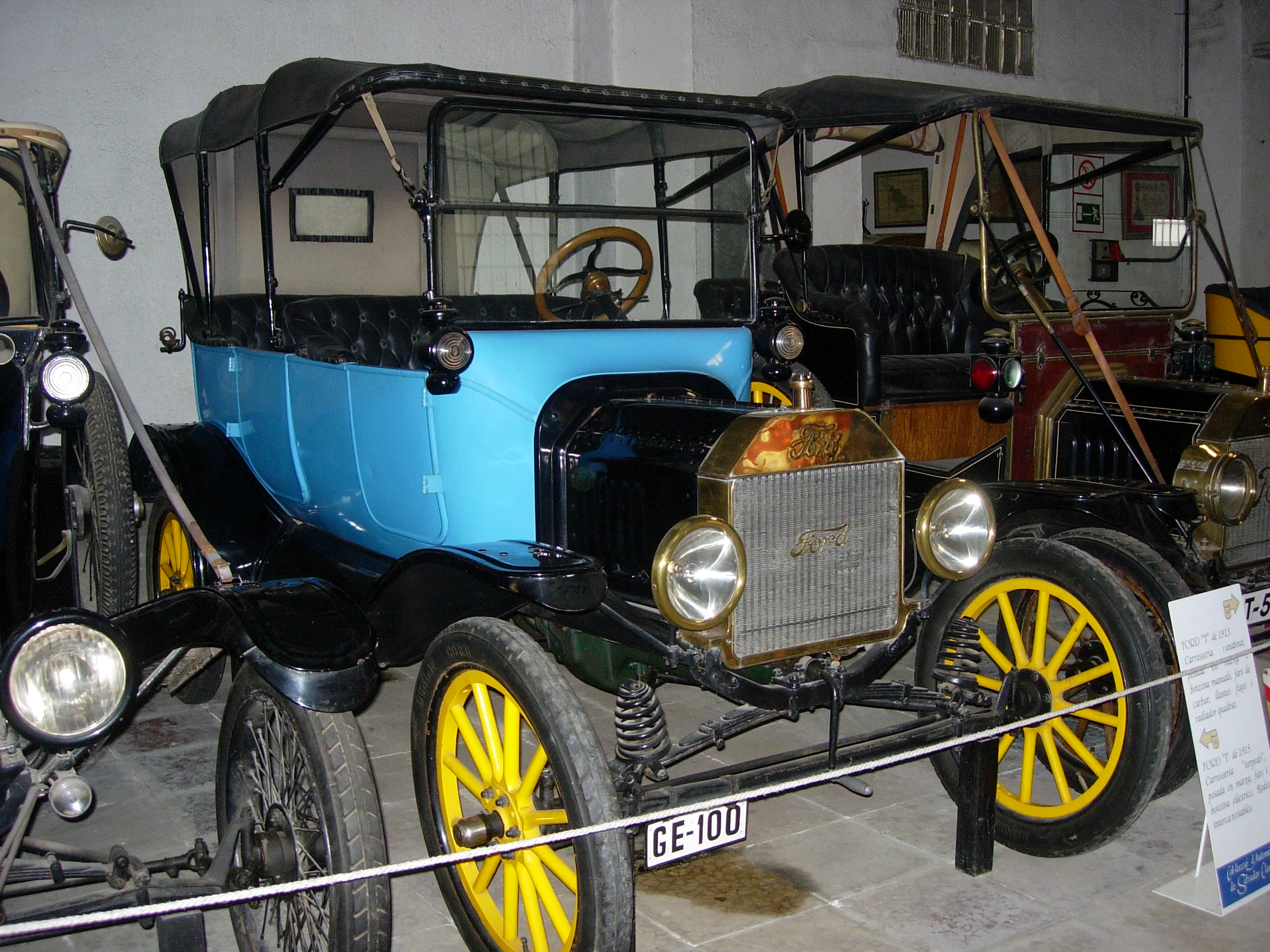
Ford T de 1913, exposat al CASC

Conjuntament amb l'historiador Joaquim Ciuró i Gabarró, va publicar i difondre el primer llibre sobre la història de l'automobilisme a l'estat espanyol: Historia del automóvil en España. Practicà també l'automobilisme esportiu i el 1953 crea, juntament amb Giovanni Pazé, la Organización Internacional de Competiciones Automovilíticas (OICA), ens que organitzà diverses competicions d'automòbils "midgets" a Catalunya, França i Portugal. Fou també fundador, el 1959, del Motor Club Girona, entitat que organitzà diverses proves del Campionat d'Espanya de motociclisme de velocitat i de karts (fent servir traçats urbans dins de Girona com a circuits), així com curses de motocròs o la "I Caravana Internacional de Coches Vetustos Girona Costa Brava".
El 1978, en nom de la Col·lecció d'Automòbils Salvador Claret organitzà la primera edició de la Llotja de l'Automòbil i la Moto Antiga de Sils, primera fira mercat de venda de recanvis i vehicles antics a l'estat espanyol.

## Inicis en el món del col·leccionisme
A finals dels anys 50, Claret va comprar un Ford T de 1923 el qual, un cop hagué restaurat, utilitzà cada dia. El 1959 el feu servir per a participar en el I Ral·li Barcelona-Sitges. L'èxit d'aquesta prova l'animà a adquirir altres automòbils un cop hagué venut el Ford T. En poc temps adquirí un Hispano Suiza T16, un Rolls Royce Silver Ghost, un Salmson i un Fiat. Ja el 1961 va participar en la primera exposició dedicada als automòbils i motocicletes antigues, al Palau de la Virreina de Barcelona, i tot seguit participà en el Ral·li Brussel·les-París-Madrid, participacions que l'encoratjaren a seguir col·leccionant exemplars. Durant la dècada de 1970 n'adquirí un gran nombre i engrossí considerablement el fons de la seva col·lecció.